# Christian Gottlieb Altenburg
Christian Gottlieb Altenburg (* 7. Januar 1742 in Mühlhausen in Thüringen; † 3. November 1826 ebenda) war ein deutscher Mediziner und Heimatforscher.

## Leben

### Familie
Christian Gottlieb Altenburg war der Sohn eines sächsischen Wundarztes, der als Stadtchirurg in Mühlhausen tätig war.
1797 heiratete er die Witwe († 1805) des Kaufmanns Beutler; die Ehe blieb kinderlos.
Er kümmerte sich jedoch um die Erziehung der zwei Söhne seiner Schwester Katharina Elisabeth, die mit dem Schreiber Adolf Gottfried Tilesius verheiratet war. Bei diesen handelte es sich um Christian Gottlieb Tilesius und um den späteren Maler und Naturforscher Wilhelm Gottlieb Tilesius.
Sein Neffe Christian Gottlieb Tilesius war als Medizinstudent ein Schüler von Johann Christian Rosenmüller, der auch mit seinem Bruder Wilhelm Gottlieb befreundet war. Nach Beendigung des Studiums half er seinem Onkel Christian Gottlob Altenburg bei dessen anatomischen und chirurgischen Tätigkeiten als sein täglicher Gehilfe. Im Verlauf der Kriegshandlungen gegen die Franzosen verstarb er jedoch bereits im jungen Alter.
Wilhelm Gottlieb Tilesius unternahm von 1803 bis 1806 eine Weltumsegelung mit Adam Johann von Krusenstern. Von dieser Reise schrieb er von allen Punkten, an denen er an Land kam, Briefe an seinen Onkel, der sie alle sammelte und auch zu den Freunden seines Neffen fuhr und deren erhaltene Briefe kopierte und sammelte; zu diesen Freunden zählten unter anderem der Hofrat Friedrich Rochlitz, der Anatom Johann Friedrich Blumenbach, Johann Christian Rosenmüller und der Kupferstecher Amadeus Wenzel Böhm. Er überreichte diese Aufzeichnungen 1814 an seinen Neffen, als dieser, nach mehrjährigem Aufenthalt in Russland, nach Mühlhausen zurückkehrte.
Ein entfernter Verwandter von ihm war der Arzt, Maler und Naturphilosoph Carl Gustav Carus.

### Werdegang
Seinen ersten Unterricht erhielt Christian Gottlieb Altenburg bei seinen Eltern zu Hause, bevor er das Gymnasium (heute Tilesius-Gymnasium) beim Rektor Gottfried Konrad Böttger (1705–1783) in Mühlhausen besuchte.
Er immatrikulierte sich 1763 an der Universität Leipzig zu einem Studium der Medizin und hörte dort unter anderem Vorlesungen bei seinem Onkel Georg Christian Reichel, bei dem er auch wohnte. Im Haus seines Onkels lernte er unter anderem den Arzt und Naturforscher Christian Gottlieb Ludwig kennen, der ihm einen Spezialunterricht in medizinischer Praxis gewährte und ihn in der Folgezeit förderte.
Während des Studiums diente er seinem Onkel mehrere Jahre bei dessen Vorlesungen als Amanuensis und bereitete dessen Experimente vor. Aufgrund seines handwerklichen Geschicks fertigte Christian Gottlieb Altenburg, nach den Entwicklungen von Antoni van Leeuwenhoek, die Sonnenmikroskope und andere Instrumente zur Beobachtung der Tiere in der Camera obscura, in der Untersuchungen an lebenden Fröschen, Mäusen und weiterer Tiere gesehen, geprüft und wiederholt werden konnten. Weiterhin legte er die Binden an und zeigte die Handgriffe bei den Vorlesungen über Chirurgie und Bandagenlehre, er nahm auch als Assistent an den pathologischen und therapeutischen Vorlesungen teil und unterstützte seinen Onkel bei dessen Landpraxis.
Während sein Onkel eine Familie aus einem brennenden Haus gerettet hatte, wurde dieser von einem herabstürzenden brennenden Balken am Kopf schwer verletzt und Christian Gottlieb Altenburg pflegte ihn daraufhin bis zu seinem Tod.
Aufgrund seiner Leistungen wurde Christian Gottlieb Altenburg für einen Zeitraum von drei Jahren das Quellmalzische Stipendium von Samuel Theodor Quellmalz (1696–1758) zu Unterstützung gewährt, sodass er sein Examen als baccalaureus in medicina bestand. Kurz darauf hielt er 1769 die Vorlesung pro licentiade salibus mineralibus nativis und bestand zwei Jahre später 1771 das Examen rigorosum als ausübender Arzt und Wundarzt, schrieb seinen Vortrag De ustione in rheumatismo et arthritide und verteidigte diesen am 27. Mai 1771 unter dem Vorsitz von Christian Gottlieb Ludwig, worauf er mit seiner Dissertation De Oligochymiae Differentiis zum Dr. med. promoviert wurde.
Er war mehr bemüht, in seiner Praxis in Leipzig, Krankheiten durch Warnungen und diätische Vorschriften zu verhüten, als sie zu heilen. War eine Krankheit jedoch zum Ausbruch gekommen, bekämpfte er diese mit kurzen und richtigen Maßnahmen, die zur schnellsten Heilung führten.
Nach 18 Jahren, die er in Leipzig verbracht hatte, folgte er dem wiederholten Ruf, nach Mühlhausen zurückzukehren und praktizierte dort als Arzt.
In Folge der Kriegshandlungen mit Frankreich kam es 1813 in Mühlhausen zum ansteckenden Lazarettfieber und Christian Gottlieb Altenburg übernahm das preußische Antoniushospital. Durch seine Maßnahmen gelang es, die Ansteckungsgefahr zu minimieren und so eine große Sterblichkeit zu verhindern; diese Maßnahmen wurden auch in Berlin zur Kenntnis genommen, sodass ihn der preußische König Friedrich Wilhelm III. 1823 mit einem Verdienstkreuz auszeichnete.

### Heimatkundliches und medizinisches Wirken
Kurz nach seiner Rückkehr aus Leipzig, begann Christian Gottlieb Altenburg sich mit der Geschichte von Mühlhausen zu beschäftigen. Er sammelte ihm zugängliche Informationen, Chroniken sowie handschriftliche Dokumente und studierte in älteren und neueren Werken, in denen Mühlhausen erwähnt wurde. Er entwarf hierbei topografische Pläne und Schilderungen von der Lage der Stadt und ihres Gebietes, ließ Kirchen ausmessen, zeichnete Pläne von den Waldungen, die der Stadt gehörten und der umliegenden Dörfer. Um eine Übersicht des Ganzen zu erhalten, ließ er seine Ergebnisse auf seine Kosten lithografieren, damit diese versinnlicht oder bildlich dargestellt werden konnten. Auf diese Art entstand seine Topografisch-historische Beschreibung der Stadt Mühlhausen, die er 1824 veröffentlichen ließ.
Christian Gottlieb Altenburg war einer der ältesten Impfärzte und ein Anhänger des englischen Landarztes Edward Jenner, der 1796 die moderne Schutzimpfung als Kuhpockenimpfung gegen Pocken entwickelt hatte. Er hatte bereits vorher „gutartige“ Pocken nach der Methode von Christian Gottlieb Ludwig verimpft, bis er von der Methode Edward Jenners hörte; er studierte alle Schriften von Jenner und verfolgte dessen Versuche und studierte dessen Erfahrungen sowie den Verlauf verschiedener Streitigkeiten. Anschließend war er überzeugt, es sei besser, nach Jenners Methode Kinder mit Kuhpocken zu impfen und begann damit in Mühlhausen.

## Trivia
Christian Gottlieb Altenburgs Onkel Georg Christian Reichel war behandelnder Arzt des Studenten Johann Wolfgang Goethe, dem er 1768 bei einem Blutsturz das Leben rettete.

## Ehrungen und Auszeichnungen
Franz Heinrich Martens widmete Christian Gottlieb Altenburg 1805 die aus dem Französischen übersetzte Schrift Abhandlung über die Mittel, die Luft zu reinigen von Louis Bernard Guyton de Morveau.
1823 erhielt er für seine Verdienste während der Führung des Antoniushospital vom preußischen König das Kreuz für Verdienste um den preußischen Staat.

## Schriften (Auswahl)
- De ustione in rheumatismo et arthritide. Leipzig, 1771.
- Die Chronik der Stadt Mühlhausen in Thüringen. Langensalza, 1824.
- Topographisch-historische Beschreibung der Stadt Mühlhausen in Thüringen. Mühlhausen, 1824.
- Wilhelm Gottlieb Tilesius; Christian Gottlieb Aaltenburg: Beschreibung des Popperoder Brunnens und seiner Umgebung. Mühlhausen, 1825.
- De oligochymiae differentiis. Leipzig, 1771.